# 328 до н. е.

## Померли
- Кліт — македонський воєначальник, друг Александра Великого.